# İbrahim Kaypakkaya
ibrahim Kaypakkaya (nasceu em 1949 – Çorum, 18 de maio de 1973 – Diarbaquir) foi um político e revolucionário turco, teórico e ideólogo maoísta, além de fundador, líder e inspirador do Partido Comunista da Turquia / Marxista-Leninista (TKP/ML) e o exército de guerrilha TİKKO.
Foi preso em 1973 e morreu em 18 de maio do mesmo ano. 